# Отченаш, Мартин
Мартин Отченаш (словац. Martin Otčenáš; род. 25 августа 1987, Попрад, Восточно-Словацкий край) — словацкий биатлонист и лыжник, участник Зимних Олимпийских игр в Турине,Сочи и Пхёнчхане.
Завершил карьеру в сезоне 2019/2020.

## Карьера
Начинал свою спортивную карьеру в лыжном спорте. В 2006 году Отченаш принял участие в Олимпийских играх в Турине. В лыжном спринте он занял 49-е место. Через год словак соревновался на чемпионате мира по лыжным видам спорта в японском Саппоро. Биатлоном начал заниматься с 2007 года.
В 2007 году Мартин Отченаш перешёл в биатлон когда ему было уже 20 лет. А с 2009 года он постоянно выступает на этапах Кубка мира. Спортсмен участвовал в Чемпионатах мира и Европы по биатлону.
В 2014 году Олимпийских играх в Сочи с тремя промахами занял 68-е место в спринте.
В 2015 году спортсмен стал чемпионом мира по летнему биатлону в гонке преследования в румынском Кейле-Градиштей.
В 2016 году в эстонском Отепя Отченаш стал двукратным чемпионом мира по летнему биатлону, выиграв спринт и гонку с общего старта.
Женат на украинской экс-биатлонистке Наталье Бурдыге, которая взяла фамилию мужа.

### Позиция в Кубке мира
- 2014/2015 — 74-е место (21 очко)
- 2015/2016 — 64-е место (49 очков)
- 2016/2017 — 75-е место (29 очков)
- 2017/2018 — 66-е место (35 очков)
- 2018/2019 — 68-е место (33 очка)
- 2019/2020 — 61-е место (47 очков)

### Участие на Олимпийских играх
| Год  | Место проведения | Спринт | Гонка преследования | Индивидуальная гонка | Масс-старт | Эстафета | Смешанная эстафета |
| ---- | ---------------- | ------ | ------------------- | -------------------- | ---------- | -------- | ------------------ |
| 2014 | Сочи             | 67     | —                   | —                    | —          | —        | —                  |
| 2018 | Пхёнчхан         | 52     | 27                  | 84                   | —          | 18       | 20                 |

### Участие на Чемпионатах мира
| Год  | Место проведения     | Спринт | Гонка преследования | Индивидуальная гонка | Масс-старт | Эстафета | Смешанная эстафета | Сингл-микст |
| ---- | -------------------- | ------ | ------------------- | -------------------- | ---------- | -------- | ------------------ | ----------- |
| 2011 | Ханты-Мансийск       | —      | —                   | —                    | —          | 18       | —                  | N/A         |
| 2012 | Рупольдинг           | —      | —                   | 66                   | —          | 12       | —                  | N/A         |
| 2013 | Нове-Место           | 91     | —                   | —                    | —          | —        | —                  | N/A         |
| 2015 | Контиолахти          | 65     | —                   | 88                   | —          | 11       | 17                 | N/A         |
| 2016 | Хольменколлен        | 25     | 30                  | 63                   | —          | 12       | 17                 | N/A         |
| 2017 | Хохфильцен           | 47     | 24                  | 65                   | —          | 12       | 12                 | N/A         |
| 2019 | Эстерсунд            | 54     | 51                  | 56                   | —          | 18       | 12                 | —           |
| 2020 | Антхольц-Антерсельва | 13     | 26                  | 71                   | 30         | 17       | 19                 | —           |

Полужирным шрифтом выделен лучший результат в карьере.